# シウタ・エスポルティバ・ジョアン・ガンペール
シウタ・エスポルティバ・ジョアン・ガンペール（カタルーニャ語: Ciutat Esportiva Joan Gamper、スペイン語: Ciudad Deportiva Joan Gamper）は、スペインのサッカークラブFCバルセロナのトレーニング場、育成組織（ラ・マシア）の拠点。2006年6月1日にオープンし、クラブの創設者であるジョアン・ガンペールにちなんで命名された。

## 概要

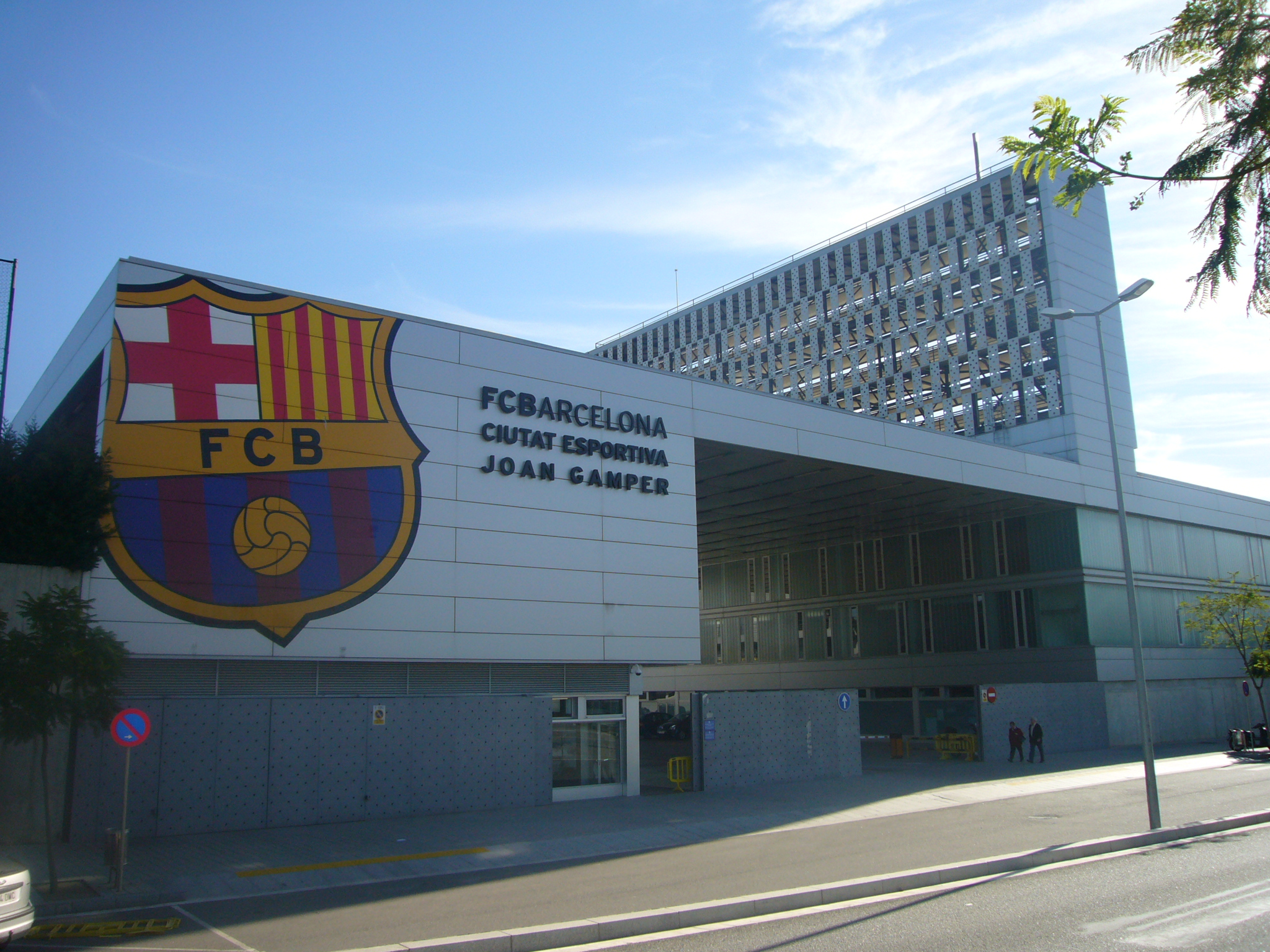
メインエントランス

バルセロナ県サン・ジュアン・ダスピにあり、バルセロナ市中心部の西、バルセロナ＝エル・プラット空港の北に位置する。敷地は163,650平方メートルで、2006年より育成チームのトレーニングと試合で、2009年1月よりトップチームのトレーニングで使用されている。また、バスケットボール・ハンドボール・フットサルなど、FCバルセロナのサッカー以外のスポーツ部門の多くが、マルチスポーツパビリオンなどの施設を利用している。この施設が本格的に稼働したことで、それまでカンプ・ノウのミニ・エスタディ、パラウ・ブラウグラナなどの施設を利用していたユースチームは、全てここでトレーニングを行うようになった。2019年には、ここにエスタディ・ヨハン・クライフが開場し、ミニ・エスタディに代わるFCバルセロナBとFCバルセロナ・フェメニの試合会場となった。

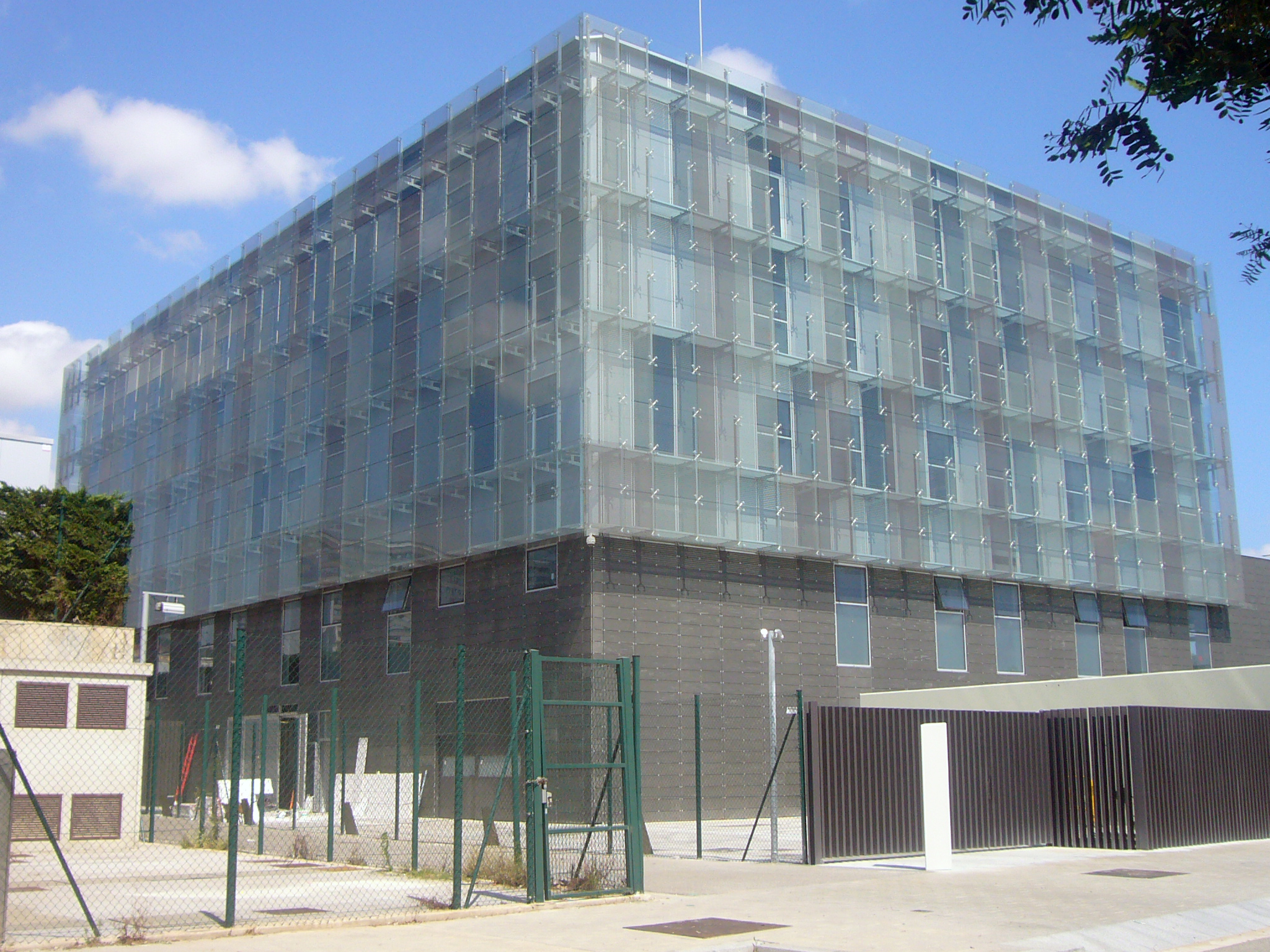
新ラ・マシア寮

FCバルセロナのトップチームは2009年1月19日にこの施設に移った。これにより、トップチームがカンプ・ノウに併設された小さなピッチ（通称ラ・マシアピッチ）でトレーニングしていた30年の歴史に終止符が打たれた。トップチームの施設はカンプノウと同じで、2009-2010シーズンが開幕したときには選手の回復のためのプールとサウナが完備されていた。
2011年には敷地内に新しい邸宅が開設され、それまでラ・マシアで寮生活を送っていたFCバルセロナのユース選手が住むようになった。ここには85人前後の居住スペースが備わっている。
シウタ・エスポルティバの土地は1989年にクラブが購入したもので、カンプ・ノウから僅か4.5kmの距離にある他、バルセロナとサン・ジュアン・ダスピを結ぶ道路に直結している。
シウタ・エスポルティバの建設費は最終的に6800万ユーロとなり、そのうち25.6%が市街地整備費、42.5%が建設費であった。クラブは2002年6月21日に2970万ユーロ、2003年2月20日に1590万ユーロで土地を売却し、運営費の一部に充てた。残りはクラブが直接投資したもので、その額は2250万ユーロであった。

## 施設
- 天然芝のピッチ5面

ピッチ7：（105×68m）約1,750人収容
ピッチ1：（105×68m）約1,400人収容
特別観戦席
ピッチ2：（105×65m）約400人収容
ピッチ3：（105×65m）
ピッチ4：（105×65m）
- 人工芝のピッチ4面（レギュラーサイズ3面、ミニサッカーピッチ1面）[4]

ピッチ8：（105×65m）約950人収容
ピッチ5：（105×65m)
ピッチ9：（105×65m）
ピッチ6：(55×38m)
- マルチスポーツパビリオン（バスケットボール、ハンドボール、フットサル）472人収容
- サービス棟（ケータリングエリアを含む）
- 3つの屋内競技場
- 2つのプレスエリア
- 4つの救護所
- ドレッシングルーム
- ゴールキーパーや技術のトレーニングエリア
- 育成組織の寮 - トップチームやナショナルチームのキャンプにも使用
- プールとサウナ